# 림 알 누메리
림 알 누메리(Reem Al Numery, 1996년 ~)는 예멘의 아동 권리 운동가이다.
그녀는 2009년 3월 11일 아동 결혼 반대 운동을 펼친 공로를 인정받아 힐러리 클린턴 미국 국무부 장관으로부터 용감한 국제 여성상을 수상하였으며, 타임지가 선정한 가장 영향력 있는 100인에 선정되기도 했다.
그녀는 12살 때 30살이 된 조카와 강제로 결혼 하게 되었다. 결혼 생활을 견딜 수가 없어, 2번의 자살 기도를 하였는데, 친아버지가 자꾸 협박하며, 반항하면 죽여버리겠다고 하였다. 그녀는 집에서 탈출했고, 용감하게 이혼을 청구하는 청원서를 정부에 제출하였다. 하지만, 예멘 정부에선 이를 거부하였고, 출국금지 명령이 떨어졌다. 이 때문에 타임지에서 초청한 100인 시상식에 불참하였다. 하지만 그녀는, 미국 영사에다가 사실을 알렸고, 국제적인 관심과 예멘의 판사에 의해 결국 이혼 허가를 얻어 내었다. 현재는 어머니랑 살고 있다..